# Túlio Espanca
Túlio Alberto da Rocha Espanca OSE (Vila Viçosa, 8 de maio de 1913 — Évora, 2 de maio de 1993) foi um historiador de arte português.

## Biografia
Primo da célebre poetisa portuguesa Florbela Espanca, Túlio Espanca contribuiu com os seus trabalhos para que o Centro Histórico de Évora, se tornasse, em 1986, Património Mundial da UNESCO. Túlio Espanca participaria, após se retirar da vida militar (1931-1933), no I Curso de Cicerones do Grupo Pró-Évora, sendo o aluno melhor classificado.
Ao seu trabalho de pesquisa se devem os primeiros estudos baseados em recolha sistemática de informação documental sobre o património cultural português, com caráter de inventário, dos distritos de Évora e Beja. A sua atividade neste campo continua a ser, atualmente, uma obra de referência.
Em 1953, Espanca foi bolseiro do Instituto de Alta Cultura em França e em Itália. A partir de 1966 elaborou, para o Inventário Artístico de Portugal, a pedido da Academia Nacional de Belas-Artes, o volume referente ao distrito de Évora, um exaustivo levantamento descritivo e fotográfico do património arquitetónico e artístico da região. Fez mais tarde o inventário artístico de Beja.
Em 1982, Espanca foi galardoado com o Prémio Europeu de Conservação de Monumentos Históricos pelos relevantes serviços prestados no âmbito do processo de candidatura à classificação pela UNESCO de Évora como Património Mundial. No ano seguinte, a 1 de Fevereiro de 1983, recebeu, pela mão do então Presidente da República, o General Ramalho Eanes, o grau de Oficial da Ordem Militar de Sant'Iago da Espada.
Além dos numerosos escritos dispersos por vários jornais e revistas, Espanca legou uma colaboração assídua no boletim de cultura A Cidade de Évora, do qual foi fundador e diretor. Em 1990, Túlio Espanca recebeu o título de "Doutor Honoris Causa" pela Universidade de Évora. Membro da Academia Nacional de Belas-Artes desde 1959 e seu académico honorário desde 1982, Túlio Espanca tinha apenas a 4.ª classe do ensino primário (4.º ano de escolaridade).
Pela sua dedicação foi mestre daqueles que com ele privaram. Uma figura incontornável para muitos dos que se dedicam aos estudos de História de Arte em Portugal. Toda a sua obra continua a ser a grande referência dos estudiosos do património histórico e artístico do Alentejo, conhecida pela sua exactidão e pormenor de descrição.

## Algumas publicações
- Guia Histórico-Artístico de Évora (1949/1951)
- Património Artístico do Concelho de Évora (1957)
- Évora e o seu Distrito (1959)
- Subsídios para a História da Justiça em Évora (1963)
- Convento de Nossa Senhora da Conceição dos Congregados de S. Filipe de Nery, in «A Cidade de Évora», n.º 51-52 (1968-1969)
- Igreja Matriz de S. Salvador de Veiros, in «A Cidade de Évora», n.º 55 (1972)
- Notícias de quatro igrejas concordatárias da Ordem de Avis, in «A Cidade de Évora», n.º 55 (1972)
- Real Convento de Estremoz, in «A Cidade de Évora», n.º 57 (1974)
- Inventário Artístico de Portugal (1975)[10]
- Évora (1993)
- Inventário Artístico do Distrito de Évora
- Inventário do Convento de S. Francisco de Estremoz
- Evolução Histórica e Artística de Montemor-o-Novo[ligação inativa], in «Almansor», n.º 1, 1983, Montemor-o-Novo, Câmara Municipal.
- O Retábulo Flamengo da Antiga Capela-Mor da Sé de Évora[ligação inativa], in «A Cidade de Évora», n.º 2, Março de 1943, Évora, Comissão Municipal de Turismo.
- Património Artístico Municipal: a Ermida de S. Braz[ligação inativa], in «A Cidade de Évora», n.º 3, Junho de 1943, Évora, Comissão Municipal de Turismo.
- Património Artístico Municipal : Ermida de Nossa Senhora de Guadalupe[ligação inativa], in «A Cidade de Évora», n.º 4, Setembro de 1943, Évora, Comissão Municipal de Turismo.
- Património Artístico Municipal: Convento de Nossa Senhora dos Remédios[ligação inativa], in «A Cidade de Évora», n.º 5, Dezembro de 1943, Évora, Comissão Municipal de Turismo.
- As pinturas da Catedral de Évora em 1537 e o Retábulo Flamengo da Capela do Esporão[ligação inativa], in «A Cidade de Évora», n.º 6, Março de 1944, Évora, Comissão Municipal de Turismo.
- Património Artístico Municipal: O Aqueduto da Água da Prata[ligação inativa], in «A Cidade de Évora», n.º 7-8, Junho-Setembro de 1944, Évora, Comissão Municipal de Turismo.
- Fortificações e Alcaidarias de Évora, in «A Cidade de Évora», nº9-10, Setembro-Dezembro de 1945, Évora, Comissão Municipal de Turismo.